# Опоченский, Карел
Карел Опоченский (чеш. Karel Opočenský; 7 февраля 1892, Мост — 16 ноября 1975, Прага) — чехословацкий шахматист, деятель национального и международного шахматного движения; международный мастер (1950) и международный арбитр (1951). Шахматный литератор; заместитель главного редактора журнала «ФИДЕ» (1953—1954). Главный арбитр матчей на первенство мира (1951 и 1954), турнира претендентов (1950), 10-й Всемирной шахматной олимпиады (1952) и ряда других соревнований.
Национальный мастер 1913; 4-кратный чемпион Чехословакии (1927, 1929, 1938 и 1944); дважды был чемпионом Праги. Лучшие результаты в международных соревнованиях: Брно (1928) — 4-5-е; Штубен (1930) — 3-4-е; Прага (1938) — 1-2-е; Лондон (1946; 1-я группа) — 3-е; Арбон (1946) — 1-3-е; Вена (1947) — 4-е; Карловы Вары—Марианске-Лазне (1948) — 6-7-е места. Успешно выступал за команду Чехословакии на 4-6-й (1931—1935) и 8-й (1939) олимпиадах; на Олимпиаде 1933 показал на 4-й доске абсолютно лучший результат — 11½ очков из 13. Участник матч-турнира Москва—Прага (1946).
Член символического клуба победителей чемпионов мира Михаила Чигорина с 12 сентября 1941 года.
Автор многих книг и статей (в том числе в советской печати) о шахматах.

## Книги
- Rakovnik kniha šachová, Praha, 1941.